# Kerstin Jönßon
Kerstin Jönßon född 3 juli 1964 i Glückstadt, Schleswig-Holstein, är en tysk-österrikisk före detta handbollsspelare.

## Karriär
Kerstin Jönßon började spela handboll i Glückstadt. Som 17-åring började hon 1981 spela i Bundesliga med MTV Herzhorn. Hon lämnade Herzhorn 1982, och spelade sedan för VfL Engelskirchen till 1988. Därefter flyttade hon till Österrike och spelade där för Hypobank Südstadt Wien.
Jönßon representerade till en början Tysklands damlandslag i handboll. Hon deltog i världsmästerskapet i handboll för damer 1982 med det tyska laget. Hon noterades för 14 mål på sex spelade matcher. Hon deltog också i det tyska laget vid olympiska sommarspelen 1984. Hon spelade sedan för det österrikiska landslaget vid olympiska sommarspelen 1992.

## Privatliv
Kerstin Jönßons syster Silke Jönßon spelade också handboll. Kerstin Jönßon har arbetat som frilansfotograf sedan 1992.